# Discothyrea hewitti
Discothyrea hewitti é uma espécie de formiga do gênero Discothyrea, pertencente à subfamília Proceratiinae.